# Muhan
Muhan fou el segon gran kan dels turcs (553-572) i primer kan dels turcs orientals.
Va succeir com a kan al seu pare Bumin quan aquest va morir el 552. La seva residència fou propera a Karakorum a l'alt Orkhon. La seva frontera a l'oest era al Gran Altai i les muntanyes a l'est de Ha-mi.
No tenia cap adversari rellevant. Els Kitan (khitan o K'i-tan) del Jehol foren derrotats ben aviat (560). El rei de Txan-Txan (Lob Nor) va demanar la mà de la filla de Muhan vers el 565.
Va morir el 572.